# Ninive

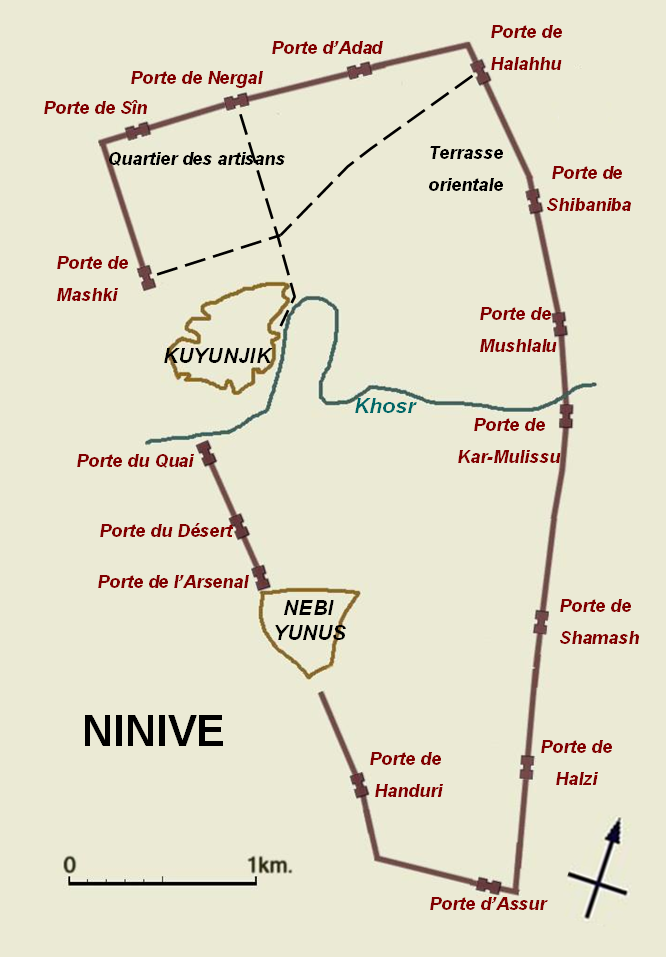
Mappa del sito.

Ninive (AFI: /ˈninive/; in accadico 𒌷𒉌𒉡𒀀, Ninua; in siriaco ܢܝܼܢܘܹܐ, Nīnwē; in arabo نَيْنَوَىٰ‎?, Nīnawā) è una delle più famose città antiche, sulla riva sinistra del Tigri nel Nord della Mesopotamia. Si sono trovate tracce di insediamenti preistorici risalenti probabilmente al VI millennio a. C. e altri reperti, più consistenti, di epoca Uruk e successive. Divenne capitale del regno assiro sotto il re Sennacherib (704 - 681 a.C.); ampliata e abbellita da questi e da Assurbanipal (668 - 626 a.C.) raggiunse l'apice del suo splendore nel VII secolo avanti Cristo: le mura si estendevano per 12 chilometri su un'area di 750 ettari. La sua distruzione, nel 612 a.C., ad opera di Medi e Caldei, segnò anche la fine del grande regno assiro.

Nell'area di Ninive si distinguono due zone rispettivamente a nord e a sud del fiume Khosr, Kuyunjiq e Nabī Yūnus, dominate dalla massa di due tell omonimi, terrapieni artificiali generati dalle rovine di antiche costruzioni. Nel libro di Giona della Bibbia, la missione del profeta è ambientata a Ninive.

## Etimologia
Per quanto l'origine del nome "Ninive" non sia certa, significa probabilmente "sede di Ishtar": personificazione divina del pianeta Venere; il culto principale era la prostituzione sacra. La dea corrispondeva ad altre dee in diverse nazioni. Era Astarte in Fenicia, Atargatis in Siria, Afrodite in Grecia, Venere a Roma e anche l'Astoret della Bibbia menzionata in 1 Re 11:5, 33, dea assiro-babilonese dell'amore e della guerra. Nina era uno dei nomi babilonesi della dea, l'ideogramma significa 'casa o palazzo del pesce' il cui significato probabilmente è da mettersi in relazione col termine aramaico nuna che significa "pesce".

## Geografia
Ninive (accadico Ninuwa o Ninua) era situata vicino alla confluenza dei fiumi Tigri e Khosr, nei pressi dell'odierna città di Mosul (Iraq settentrionale). Attualmente la sua ubicazione è contrassegnata da due ampi terrapieni, Quyungiq e Nebi Yunus, e dai resti delle mura cittadine (circa 12 km di perimetro). Fu un importante snodo per le rotte commerciali del tempo essendo situata in una posizione intermedia tra il Mar Mediterraneo e il Golfo Persico, ponte fra l'Oriente e l'Occidente. Commercialmente ricca ed architettonicamente imponente fu una delle più grandi e popolose città antiche della regione mesopotamica.

## Storia

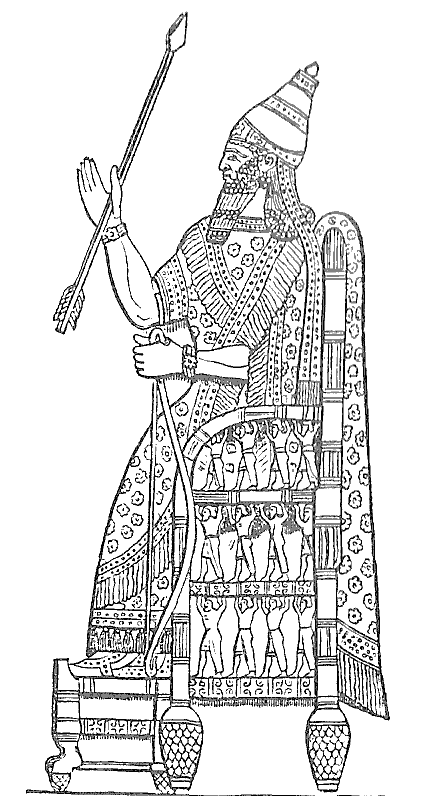
Sennacherib sul trono.

Il sito su cui fu costruita la città di Ninive fu abitato fin da epoca antichissima. La ricerca della città, motivata in buona misura dalle citazioni bibliche, fu tra le prime indagini archeologiche svolte sul campo in Mesopotamia. Visto che in tempi moderni, pur trovandosi vicino alla città di Mossul, vi sorgeva solo un modesto villaggio e che buona parte dei resti archeologici erano sepolti, la sua identificazione non fu immediata.
Malgrado lo stato di totale abbandono dell'area, la sua collocazione e i due caratteristici tumuli avevano già attirato l'attenzione di alcuni visitatori. Nel 1766, Carsten Niebuhr mappò approssimativamente la zona attorno al villaggio di Nuniya, senza peraltro accorgersi dei resti delle lunghe mura. Riportò che il santuario islamico secondo la tradizione conteneva le reliquie del profeta Giona, che secondo la Bibbia Dio aveva inviato proprio a Ninive (in arabo Nīnawā) per avvisare i suoi abitanti dei loro peccati. Attorno al 1820 il Residente britannico di Baghdad, Claudius Rich, compì un lavoro più accurato, mappando anche i resti delle mura.
Sebbene i resti archeologici visibili fossero in quantità minima e la desolazione dell'area risultasse poco invitante e promettente, Kuyunjiq fu oggetto di scavi già agli inizi del decennio 1840-50 ad opera del console francese Paul Émile Botta, che aveva letto i resoconti precedenti. Egli però lasciò la zona nel 1843 a favore di Khorsabad, circa 20 km più a nord. Il ritrovamento del palazzo di Sargon II gli fece proclamare di avervi trovato la biblica Ninive. Gli scavi di Austen Henry Layard presso il tell, iniziati nel 1849, ebbero invece maggior successo, malgrado i mezzi economici inferiori. Botta e Layard (che in precedenza aveva operato a Nimrud, la biblica Calah, da lui identificata a sua volta con Ninive), erano buoni amici e si erano scambiati reciprocamente informazioni. La pervicacia di Layard permise di scoprire i resti della vera cittadella assira, che giacevano sepolti sotto oltre 6 metri di sedimenti abitativi di epoche successive.
Con un sondaggio condotto nel 1931-32 fino a una profondità di 27,5 m, Mallowan distinse cinque livelli preistorici. A Ninive sono state recuperate ceramiche risalenti alle culture di Hassuna e Halaf, tra il 6500 e il 5500 a.C.
Costruita lungo una linea di faglia, fu colpita da diversi terremoti, come quello che distrusse il tempio di Ishtar, ricostruito dal re accadico Manishtushu nel 2260 a.C. L'evento viene ricordato in un testo scritto dell'epoca di Shamshi-Adad I, a cavallo della fine del XIX secolo avanti Cristo. La possibile esistenza di un tempio ancora più antico venne sostenuta da Reginald Campbell Thompson, che scavò i resti del livello 5.
Da centro religioso, Ninive iniziò a svilupparsi in città vera e propria durante il dominio dell'impero accadico, nel XXII secolo a.C. Sembra che in tale epoca venisse edificata una prima cerchia di mura attorno all tell di Kuyunjiq, di più antico insediamento, costituendo la cittadella attorno alla quale si ebbe lo sviluppo successivo. Dopo un periodo di cui non si hanno molte notizie, viene citata per la prima volta come città reale durante il periodo Medioassiro. Salmanassar I eresse o allargò palazzi su Kuyunjiq. Si costruì anche sulla seconda collinetta, Nebi Yunus, che fungeva da arsenale cittadino. In questo terrapieno però non sono stati eseguiti scavi poiché vi si trova un santuario islamico.
Fu Sennacherib che fece di Ninive nel 700 circa a.C. una città magnifica. Costruì nuove vie e piazze e imponenti palazzi fra cui il "Palazzo senza Eguali" scoperto nel 1847 da Layard. Il piano, in gran parte recuperato, ha una dimensione di circa 503 per 242 metri e comprende almeno 80 vani. Nel palazzo è stata trovata una vera e propria biblioteca di tavolette cuneiformi. La base era costituita da blocchi di calcare e mattoni di fango e misurava 22 metri di altezza. In totale la fondazione include circa 2.680.000 metri cubi di mattoni (circa 160 milioni di mattoni). Le pareti di mattoni erano alte 20 metri. Alcune delle porte principali sono state affiancate da figure colossali di pietra del peso di circa 30 tonnellate che rappresentano leoni alati o tori con la testa d'uomo. Il materiale impiegato per la costruzione proveniva dalle cave di Balatai distante 50 km. Ci sono anche 3.000 metri di pannelli in pietra scolpita a bassorilievo che documentano tutte le fasi della costruzione, comprese la scultura delle statue e il loro trasporto su chiatta. Un'immagine raffigura 44 uomini che trainano una statua colossale. La maggior parte delle statue pesavano tra 9 e 27 tonnellate.
Secondo teorie recenti, adiacenti al palazzo vi erano forse i meravigliosi giardini conosciuti come Giardini pensili di Babilonia. Questo perché mentre a Babilonia non sono stati mai trovati resti ad essi riconducibili, i giardini creati da Sennacherib appaiono molto vicini alle descrizioni successive. Vi sono inoltre altri argomenti a sostegno, tra i quali il fatto che dopo la distruzione di Babilonia operata da Sennacherib, che asportò anche le statue degli dei principali, fonti esterne appaiono confondere Ninive con Babilonia.
I bassorilievi dei palazzi riflettono il sistema statale degli Assiri, con una classe dirigente fortemente militarizzata che utilizzava sistematicamente l'esibizione di forza ed il terrore come strumento per soggiogare gli altri popoli. La guerra è rappresentata in ogni dettaglio, con battaglie cruente, distruzioni di città e accampamenti, cadaveri, uccisioni di prigionieri, saccheggi, omaggi dei principi vinti. In un'iscrizione Sennacherib dichiara: «I suoi abitanti giovani e vecchi […] con i loro cadaveri ho riempito le strade della città». Nel palazzo è stata rinvenuta anche la stele a forma di prisma con gli annali del regno di Sennacherib in cui si narra, fra l'altro, a proposito del re ebraico Ezechia: «Lui stesso imprigionai a Gerusalemme, la sua residenza reale, come un uccello in gabbia.».

### La caduta di Ninive

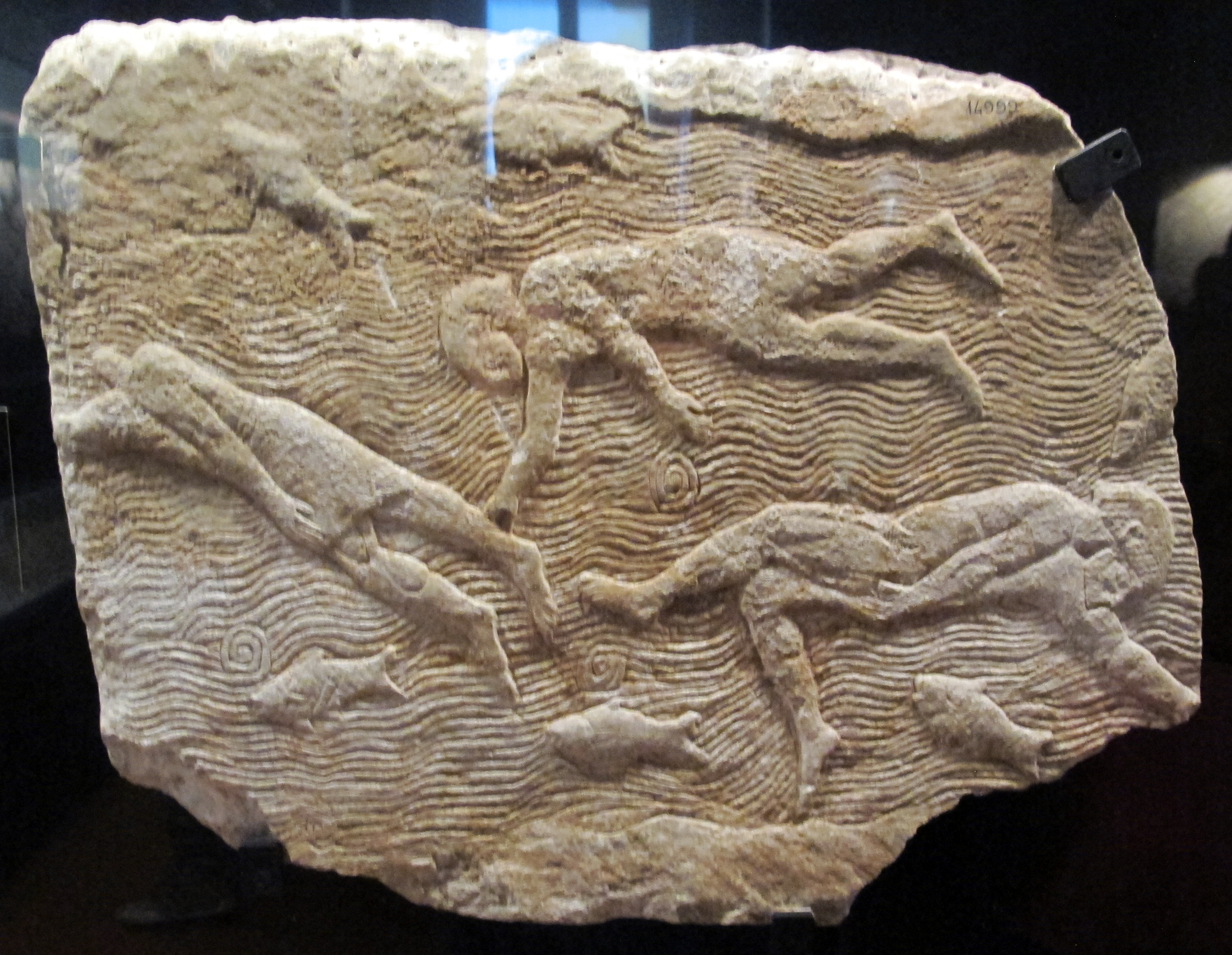
Età neoassira, cadaveri galleggianti su un fiume, palazzo di Assurbanipal (648-31 avanti Cristo, all'incirca).

Il periodo di splendore della città, che si presume contasse tra i 100 000 e i 150 000 abitanti, ebbe breve durata. Alla morte di Assurbanipal intorno al 630 a.C. scoppiarono delle guerre civili.
Verso il 616 i regni sottomessi con la forza si ribellarono e saccheggiarono diverse città assire.
La cronaca babilonese B.M. 21901 narra la caduta di Ninive, assediata dagli eserciti di Nabopolassar, re di Babilonia, e di Ciassare di Media nel 612 a.C.: «La città [ridussero] in cumuli di rovine e mucchi [(di detriti)]». Secondo la stessa cronaca, Assur-uballit II tentò di prolungare la dominazione assira da Harran, sua nuova capitale. La resistenza assira non ebbe successo ed anche Harran fu persa. Un successivo tentativo di recuperare Harran, con l'aiuto egizio è menzionato nella stessa cronaca B.M. 21901, a proposito del 609 a.C.: «Nel mese di duʼuzu, Assur-uballit, re d’Assiria, (e) un grande esercito dell’Egitto [che era venuto in suo aiuto] passò il fiume (Eufrate) e [marciò] alla conquista di Harran.». Il tentativo, comunque, non ebbe esito.
Anche dopo la caduta, Ninive e il suo territorio continuarono ad essere abitati fino all'epoca islamica. Il 12 dicembre 627 d.C. vi si svolse la battaglia decisiva tra i Persiani di Cosroe e l'esercito bizantino di Eraclio, che vide prevalere quest'ultimo.
La città, chiamata dagli arabi Mawṣil, fu annessa al califfato islamico nel 641, l'insediamento si spostò però dalla riva orientale a quella occidentale del Tigri, diventando de facto la nuova città di Mosul.
Nel 2014 Mosul cadde in mano ai militanti dello Stato Islamico (noto anche come ISIS), che ne distrussero i monumenti principali fra cui le millenarie mura della città assira.

## Religione

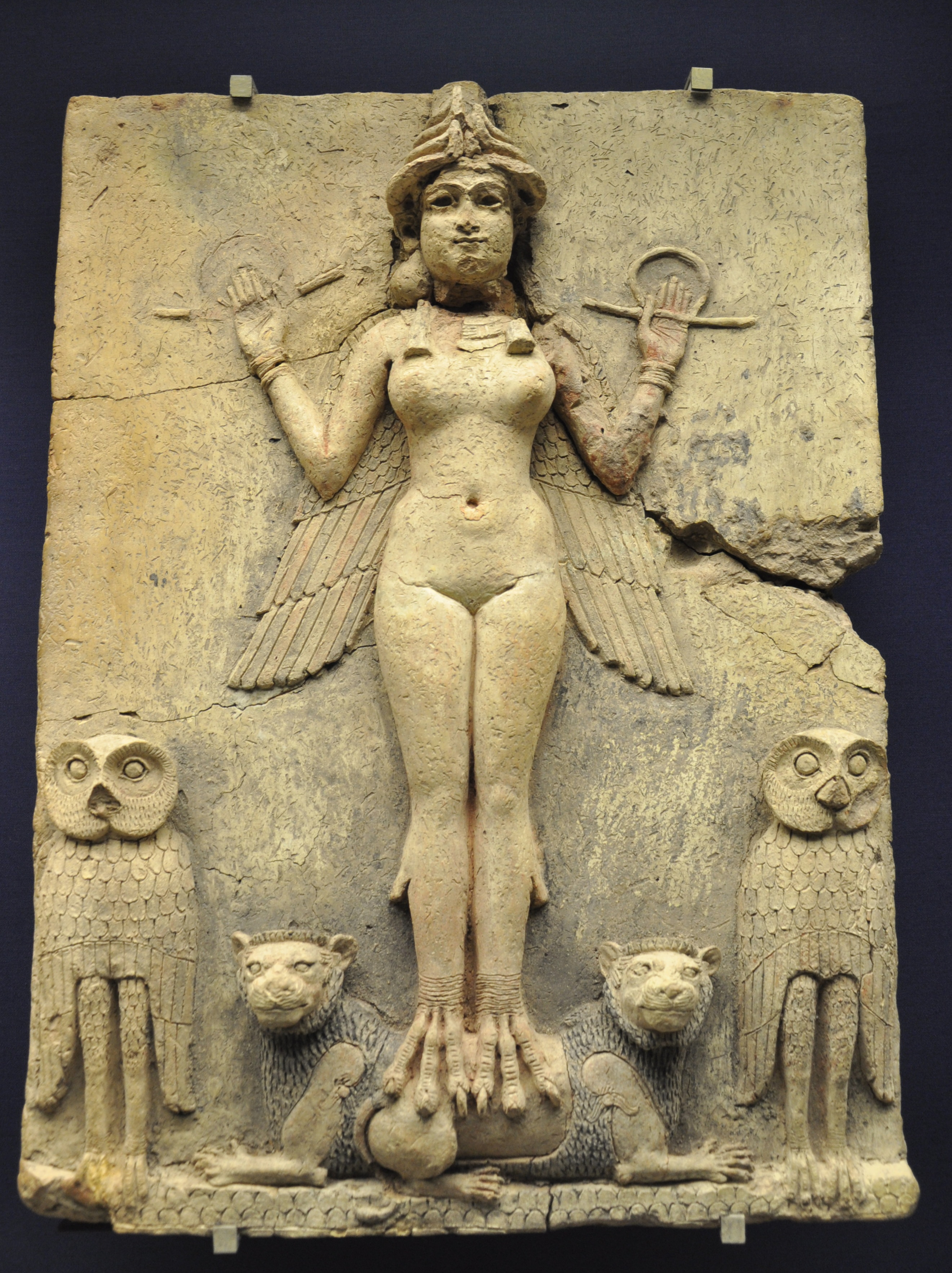
La dea assiro-babilonese, Ishtar, dea dell'amore e della guerra.

Anche prima dell'impero assiro, Ninive fu il più importante centro religioso, oltre a Babilonia, per il culto della dea Ishtar, dea dell'amore e della guerra il cui simbolo era una stella. Fra gli edifici sacri si annovera inoltre il tempio di Nabu.
Il culto e la devozione includeva fra gli altri riti, anche la prostituzione sacra. Alla corrispondente divinità babilonese, Ishtar, i testi accadici attribuiscono i titoli di regina dei cieli e regina dei cieli e delle stelle.
Gli Assiri riconoscevano come divinità suprema il dio Assur Il re stesso d'Assiria era sommo sacerdote di Assur. Gli attributi del dio Assur, nell'età più antica, sono un alto copricapo, un cerchio nella sinistra e un'arma a forma di roncola nella destra; più tardi egli assume l'aspetto di un disco alato terminante in busto umano talora in atto di tirare l'arco. Un sigillo, scoperto da Austen Henry Layard fra le rovine di un palazzo assiro e ora conservato al British Museum rappresenta il dio Assur con tre teste sopra le ali.
La triade principale era formata da Aner, il cielo; Bel, la regione abitata da uomini, animali e uccelli; ed Ea, che rappresentava le acque sopra e sotto la superficie della terra. Una seconda triade era composta da Sin, dio-luna, Shamash, dio-sole, e Ramman, dio della tempesta, anche se il suo posto era spesso preso da Ishtar. Seguivano poi i cinque dèi che rappresentavano cinque pianeti. A proposito degli dèi che formavano gruppi trinitari, un dizionario biblico afferma: «Questi dèi sono invocati a volte insieme in frasi che sembrano elevare ciascuno a turno a una posizione di supremazia sugli altri». Il pantheon dei niniviti però includeva innumerevoli altre divinità minori il cui culto era animistico. Grande importanza era attribuita ai presagi, tratti esaminando il fegato di animali sacrificati, il volo degli uccelli o la posizione dei pianeti.
Il carattere bellicoso dei assiri era attribuito anche agli dei in cui credevano. Nei suoi annali Assurbanipal afferma: «Per comando di Assur, Sin e Shamas, i grandi dèi miei signori che mi proteggevano, entrai nel [paese di] Minni e marciai vittorioso» Sargon stesso invocava regolarmente l'aiuto di Ishtar prima di andare a combattere. Gli eserciti in marcia seguivano gli stendardi degli dèi. W.B. Wright scrive: «Era dovere della nazione combattere, e i sacerdoti fomentavano incessantemente la guerra. Essi vivevano in gran parte del bottino della vittoria, di cui una percentuale fissa era sempre attribuita loro prima che gli altri se lo dividessero, perché quella razza di predoni era estremamente religiosa.».

## Ninive nella Bibbia

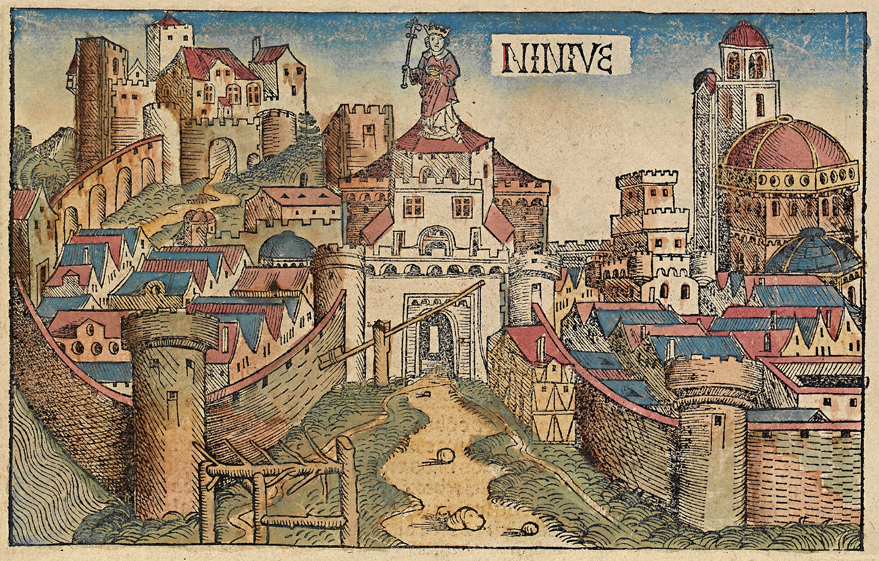
Illustrazione delle Cronache di Norimberga. Le citazioni bibliche tengono viva la città nell'immaginario europeo del medioevo.

La città è ampiamente citata nella Bibbia in otto libri, da Genesi a Sofonia, 2º Re, Daniele, Giona e Naum oltre ai due vangeli di Matteo e Luca che riportano la sentenza dello stesso Gesù sulla sorte che sarebbe spettata ai niniviti nel giudizio.

### Nell'Antico Testamento
Genesi 10:11 afferma che fu Nimrod il fondatore e costruttore della città. Il libro biblico di Naum (3:1-7) identifica Ninive come una città sanguinaria, guerrafondaia, malvagia e crudele, in particolar modo, nei confronti dei popoli che conquistava. Una città, una gran città così come la definisce il libro di Giona che nonostante potente ed apparentemente invincibile, non si sarebbe sottratta al giudizio divino e che secondo la profezia di Sofonia, sarebbe stata completamente desolata. Sofonia 2: 13 infatti profetizzava: «Ed egli stenderà la mano verso il Nord, e distruggerà l'Assiria. E farà di Ninive una distesa desolata, una regione arida come il deserto». A preannunciare la distruzione della città e dei suoi abitanti fu il profeta Giona così come è raccontato dal libro biblico che porta il suo stesso nome. Ma il primo preannuncio della distruzione, secondo il racconto biblico, sortisce un risultato inatteso, l'intero popolo e lo stesso re si ravvedono e si pentono: «E gli uomini di Ninive riponevano fede in Dio e proclamavano un digiuno e si vestivano di sacco, dal più grande di loro al più piccolo di loro. Quando la parola giunse al re di Ninive, allora egli si levò dal suo trono e si tolse di dosso la veste ufficiale e si coprì di sacco e sedette sulla cenere» (Giona 3:5-7). Secondo il racconto di Giona, Dio ebbe pietà e sospese il suo giudizio di distruzione risparmiando centoventimila uomini (Giona 4:11).
I niniviti comunque, secondo il racconto che ne fa Naum, tornarono a praticare le stesse azioni precedentemente condannate. Tramite il profeta Naum, Dio decreta la definitiva distruzione della città con le parole del primo versetto del capitolo 1 di Naum: «La dichiarazione solenne contro Ninive». La Ninive crudele e sanguinaria fu ben descritta dal profeta Naum come un covo di leoni e come la città di spargimento di sangue — Na 2:11 e 12; 3:1.
A proposito della distruzione di Ninive, una cronaca babilonese asserisce: «Presero gran bottino dalla città e dal tempio e ridussero la città a un cumulo di rovine».

### Nel Nuovo Testamento
I vangeli parlano solo in due occasioni della città di Ninive. A farne menzione in ambedue i casi è Gesù. In Matteo 12:41 Gesù descrisse i niniviti risorti nel giudizio finale, come opportuni giudici della sua stessa generazione. I niniviti, che con il messaggio di Giona si pentirono infatti, ben potevano giudicare la generazione del tempo di Gesù, che nonostante avesse avuto lui stesso come profeta dei profeti, non si pentì come avevano fatto invece i niniviti. Gesù espresse questo severo giudizio in risposta agli ipocriti scribi e farisei, che gli avevano richiesto un ulteriore segno che dimostrasse che Egli era davvero il figlio di Dio.
Anche l'evangelista Luca in Luca 11:32 rileva lo stesso racconto parallelo dell'evangelista Matteo in un contesto diverso in cui Gesù esprime lo stesso giudizio sui niniviti, rivolgendosi però, questa volta, alla folla ed agli stessi discepoli.

## Cultura e leggi

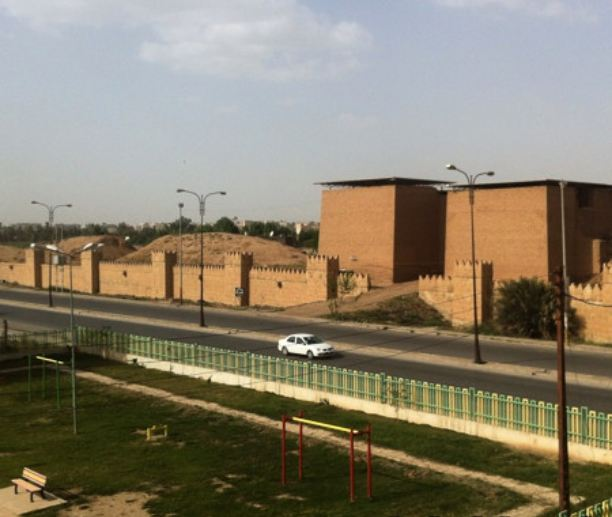
Ninive: ricostruzione della Porta di Mashki.

L'Assiria era principalmente una potenza militare e Ninive il simbolo stesso di tale potenza. Il quadro storico delle sue imprese è pieno di crudeltà e avidità. Assurnasirpal, uno dei suoi monarchi più sanguinari, descrisse la punizione da lui inflitta a una città ribelle: «Innalzai una colonna presso la porta della città e scorticai tutti i capi della rivolta, e con la loro pelle rivestii la colonna; alcuni murai all’interno della colonna, alcuni infilzai su pali sopra la colonna, […] e tagliai gli arti dei funzionari, dei funzionari reali che si erano ribellati… Molti prigionieri fra loro arsi nel fuoco, e molti presi vivi come prigionieri. Ad alcuni tagliai le mani e le dita, e ad altri tagliai il naso, gli orecchi e le dita, a molti cavai gli occhi. Feci una colonna coi viventi e un'altra con le teste, e legai le loro teste a pali (tronchi d’albero) tutt’attorno alla città. Bruciai nel fuoco i loro giovani e le loro ragazze… Venti uomini catturai vivi e murai nelle mura del palazzo… Il resto di loro [dei loro guerrieri] feci morire di sete nel deserto dell’Eufrate».

Bassorilievi spesso raffigurano prigionieri trascinati da corde attaccate a uncini che trapassano il naso o le labbra, o ai quali vengono cavati gli occhi con la punta di una lancia. Quindi sadiche torture caratterizzarono spesso le guerre combattute dagli assiri, ed essi se ne vantarono e le documentarono con cura.
Gli assiri niniviti avevano sviluppato un'architettura raffinata. Costruirono imponenti palazzi le cui pareti erano ricoperte di bassorilievi realistici con scene di guerra e di pace. Tori alati con testa umana scolpiti in enormi monoblocchi di arenaria che adornavano i portali. I sigilli cilindrici assiri rivelano incisioni complesse. I lavori in metallo denotano un'elevata conoscenza della metallurgia. I loro re costruirono acquedotti e svilupparono sistemi d'irrigazione, istituirono zoo e giardini botanici che ospitavano piante, alberi e animali di molti paesi. I loro palazzi erano spesso dotati di reti fognarie e di impianti igienici.
Di particolare interesse sono le grandi biblioteche costruite da alcuni monarchi assiri, che contenevano decine di migliaia di tavolette, prismi e cilindri con iscrizioni cuneiformi che riportano avvenimenti storici, dati religiosi, e questioni legali e commerciali.
Certe leggi che risalgono a un determinato periodo della storia assira rivelano tutta la crudeltà che così spesso caratterizzò sia Ninive che la nazione assira. Per molti reati era prevista la mutilazione. Una schiava non poteva ad esempio uscire velata in pubblico, se violava quest'ordine le venivano tagliate le orecchie. Non esisteva alcuna protezione legale per una donna sposata, una legge infatti recitava: «A parte le sanzioni previste per una donna sposata che sono incise sulla tavoletta, un uomo può frustare la moglie, strapparle i capelli, spaccarle o danneggiarle le orecchie. Legalmente questo non costituisce reato'».

## Gli scavi

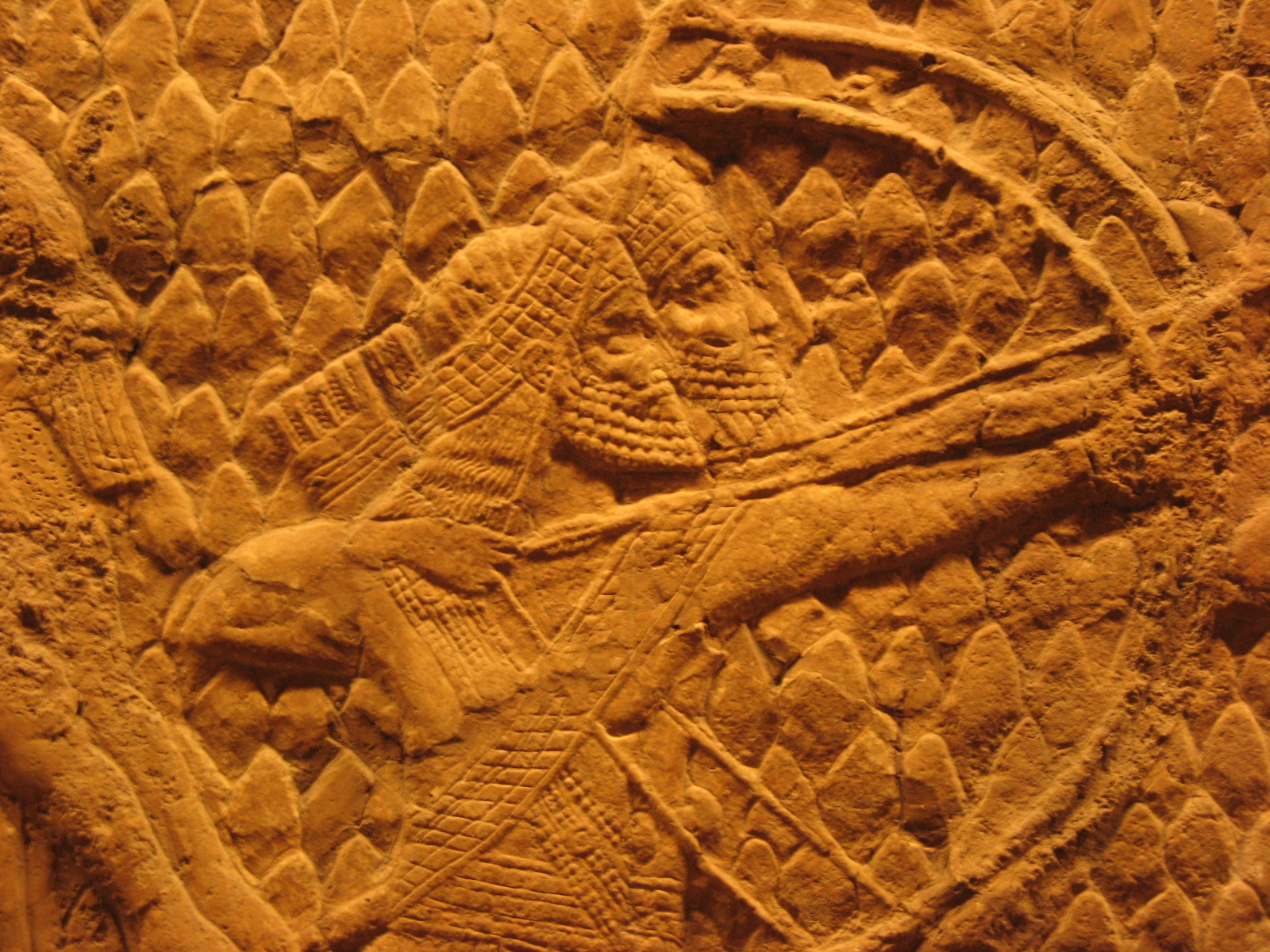
Arcieri assiri in un bassorilievo di Ninive.

I resti di Ninive sono stati riportati alla luce grazie agli scavi condotti nel XIX secolo, in particolare da Paul Émile Botta, poi proseguiti da vari archeologi britannici, fra cui gli scavi fatti a partire dal 1847 da Sir Austen Henry Layard che rinvenne il palazzo e la famosa biblioteca di Assurbanipal. Il tempio di Ishtar, del quale rimangono oggi pochi resti, era il più antico e importante santuario della città, costruito in mattoni crudi; venne più volte restaurato nel corso del II millennio, in seguito a incendi e terremoti, e ampliato fino al VII secolo a.C. Si conoscono i templi di Nabu, con un vasto cortile interno, e quello per la festa del nuovo anno, e i vari palazzi: quello di Assurnasirpal II (884 - 859 a.C.); i due (o tre) fatti erigere da Sennacherib, il principale dei quali è quello noto come Palazzo di sud-ovest; la residenza di Assurbanipal, a nord. I palazzi degli ultimi due sovrani erano ornati dai mirabili bassorilievi con scene di guerra, di caccia e di banchetto, conservati in varie raccolte, fra cui alcune al British Museum. Di eccezionale importanza sono le venticinquemila tavolette cuneiformi della Biblioteca di Assurbanipal, che conservano molti testi della letteratura mesopotamica. Dal 2019 opera sul sito una missione archeologica congiunta iracheno-italiana diretta dal prof. Nicolò Marchetti dell'Alma Mater Studiorum - Università di Bologna.

## Distruzioni moderne
Il 29 gennaio 2015 i miliziani dello Stato Islamico distrussero parte delle restanti antiche mura della città. Nel febbraio dello stesso anno assaltarono il museo di Mossul e ne distrussero i reperti (vari dei quali copie in gesso) richiamandosi all'idolatria condannata dall'Islam, accanendosi anche su alcune statue monumentali degli scavi, ma avendo cura di vendere sul mercato clandestino delle opere d'arte vari reperti trafugati dai musei e dai siti archeologici caduti sotto il loro controllo.

## Ninive nella musica
- Semiramide, opera lirica di Gioachino Rossini, 1823.